# Khuzdar
Khuzdar (Urdu: ضلع خضدار) is een district in de Pakistanse provincie Beloetsjistan. De hoofdplaats is Khuzdar. Het district is in 1974 opgericht door afscheiding van het district Kalat en is met een oppervlakte van 35.380 km² het tweede district van Pakistan qua grootte - alleen Chagai is groter.

## Bevolking
In maart 2017 had het district Khuzdar 798.896 inwoners, waarvan 419.351 mannen, 379.468 vrouwen en 77 transgenders. 
De landelijke bevolking was 523.134 (65,48%), terwijl de stedelijke bevolking 275.762 (34,52%) was. De alfabetiseringsgraad was 35,90% - de alfabetiseringsgraad bij mannen was 43,19%, terwijl de alfabetiseringsgraad bij vrouwen 27,93% was.
| Bevolking (1972) | Bevolking (1981) | Bevolking (1998) | Bevolking (2017) |
| ---------------- | ---------------- | ---------------- | ---------------- |
| 146.207          | 276.449          | 417.466          | 798.896          |

De meest gesproken talen in het district zijn Brahui (75,6%), gevolgd door Beloetsji (21,2%) en Pashto (1,6%).
Ongeveer 99% van de bevolking is islamitisch, terwijl 1% hindoeïstisch is.

## Tehsils
Het district bestaat uit vijf tehsils:
- Khuzdar
- Moola
- Nal
- Wadh
- Zehri